# Ainay-le-Château
 Ainay-le-Château  là một xã ở tỉnh Allier thuộc miền trung nước Pháp.